# Krzysztof Nowak (biolog)
Krzysztof Wojciech Nowak (ur. 11 maja 1953) – polski profesor nauk biologicznych. Specjalizuje się w zagadnieniach z zakresu biochemii i cytologii. Członek korespondent krajowy Polskiej Akademii Nauk od 2013 roku. Pracownik Katedry Fizjologii i Biochemii Zwierząt na Wydziale Medycyny Weterynaryjnej i Nauk o Zwierzętach Uniwersytetu Przyrodniczego w Poznaniu.

## Życiorys
Absolwent Uniwersytetu im. Adama Mickiewicza w Poznaniu (kierunek: biologia, rocznik 1978). Doktoryzował się w 1985 roku na Wydziale Zootechnicznym Akademii Rolniczej im. Augusta Cieszkowskiego w Poznaniu (obecnie UP). Podstawą nadania mu tytułu doktora była jego rozprawa naukowa pt: Wpływ insuliny i glukagonu na metabolizm lipidowy karpia (Cyprinus carpio L.). Habilitację uzyskał dziesięć lat później na tej samej uczelni, na podstawie pracy zatytułowanej Receptor insuliny ryb - charakterystyka, rozmieszczenie w tkankach i zmienność sezonowa.
Tytuł profesora nauk biologicznych  nadano mu w 2005 roku.